# Otis Taylor (fútbol americano)
Otis Taylor (Houston, Texas, 11 de agosto de 1942-9 de marzo de 2023) fue un jugador de fútbol americano estadounidense que jugó en la posición de wide receiver en 11 temporadas en la AFL y NFL con los Kansas City Chiefs.

## Carrera
Jugó a nivel universitario con los Prairie View A&M Panthers y fue elegido en el draft de 1965 en la AFL y la NFL por los Philadelphia Eagles, pero por el llamado "incidente de la niñera" que hizo que Taylor escapara de los reclutadores de la NFL, terminó siendo contratado por los Kansas City Chiefs gracias al reclutador Lloyd Wells.
Taylor atrapó cinco pases de touchdown en su año de novato, siendo el líder de la AFL en 1966 con 22.4 yardas por pase y en segundo lugar en yardas por recepción (1,297). Al final de la temporada, fue elegido en el primer equipo All-AFL y al AFL All-Star. Taylor lideró la AFL en recepciones de touchdown en 1967 con 11 y lideró la NFL en yardas por recepción en 1971 con 1,110. Vuelve a aparecer en el AFC-NFC Pro Bowl en 1971 y por consenso fue nombrado All-Pro por la Associated Press (AP) en el mismo año, junto a la Newspaper Enterprise Association (NEA), la Pro Football Writers Association (PFWA) y Pro Football Weekly. La PFWA lo eligió al primer equipo All-Pro de 1972. Taylor se ubicaba en la clasificación histórica de los Chiefs en recepciones (6°, 410), yardas aéreas (3°, 7,306), recepciones de touchdown (3°, 57), y partidos de 100-yardas (20).
Taylor se combinó con el running back Robert Holmes para conseguir la recepción más larga en la historia de los Chiefs en 1969 cuando atrapó un pase del quarterback Mike Livingston de 79 yardas, que mandó de manera lateral a Holmes, quien lo llevó 14 yardas para el touchdown. Sin embargo, el mayor momento de Taylor fue en el AFL-NFL World Championship Game el 11 de enero de 1970 cuando recibió un pase corto, y avanzó 46 yardas para el touchdown en la victoria de los Chiefs por 23-7 ante los Minnesota Vikings, siendo antes del Super Bowl IV los Chiefs conocidos como "el más grande equipo de fútbol americano profesional en la historia".
Para el Quarterback de los Chiefs miembro del salón de la fama Len Dawson era un jugador que facilitaba su trabajo y que podía atrapar cualquier pase que le enviaran. 
La Professional Football Researchers Association nombró a Taylor en el PRFA Hall of Very Good Class de 2006.

### Incidente con Ben Davidson
El 1 de noviembre de 1970 los Chiefs vencían a los Oakland Raiders 17–14 en el último cuarto, y un largo acarreo de Dawson para el primer down aparentemente sellaba la victoria para los Chiefs en el último minuto cuando Dawson, alejado del campo, fue tackeado por el defensivo de los Raiders Ben Davidson, golpeando a Dawson con el casco, por lo que Taylor atacó a Davidson.
Las bancas se vaciaron y hubo pelea, llovieron los castigos, anularon el primer down por el efecto de los castigos en ese tiempo. Los Chiefs fueron obligados a despejar, y los Raiders empataron el partido con un gol de campo de George Blanda a ocho segundos del final. Davidson vuelve a golpear a Dawson que aparte de impedir la victoria de los Chiefs, ayudó a Oakland a ganar la AFC West con marca de 8–4–2, mientras que el campeón defensor Kansas City terminó con récord de 7–5–2 y eliminado de los playoffs. En la siguiente temporada, la regla de la falta personal cambió a castigos separados durante la jugada, y en castigos después de la jugada. 

### Incidente con Jack Del Rio
Después de que Taylor se retirara como jugador, pasó a ser scout para los Kansas City Chiefs. Durante la huelga de jugadores de 1987 en la NFL, Taylor llegó a Arrowhead Stadium y fue atacado por Jack Del Rio, jugador del equipo en 1987 y en huelga con sus compañeros. Del Rio reclamó a Taylor por poner jugadores de reemplazo y Taylor actualmente es considerado leyenda en los Chiefs y un jugador retirado por los aficionados. Más tarde presentó cargos criminales contra Del Rio y fueron a corte.

### Problemas de Salud y Fallecimiento
En 1969 Taylor empezaba a tener complicaciones de salud. En 1990 fue diagnosticado con demencia relacionada con la enfermedad de Parkinson, que estuvo afectando su salud en las siguientes décadas, hasta que terminó postrado en una cama e incomunicado en sus últimos años de vida. Su familia demandó a la NFL en 2012 aduciendo que sus problemas médicos fueron causados por las lesiones que recibió en su carrera como jugador. Murió el 9 de marzo de 2023 a los 80 años.

## Logros
- Campeón del Super Bowl IV
- 2 veces campeón de la AFL (1966, 1969)
- MVP del AFL Championship (1969)
- Jugador del Año de la AFL por la UPI (1971)
- 2 veces en el Primer Equipo All-Pro (1971, 1972)
- 2 veces elegido al Pro Bowl (1971, 1972)
- Primer Equipo All-AFL (1966)
- Segundo Equipo All-AFL (1967)
- AFL All-Star (1966)
- Colíder en recepciones de touchdown en la AFL (1967)
- Líder en yardas por recepción en la NFL (1971)
- Miembro del Salón de la Fama de los Kansas City Chiefs
- Primer Equipo Little All-American (1964)